# Lausitzer Radfahrer-Bund

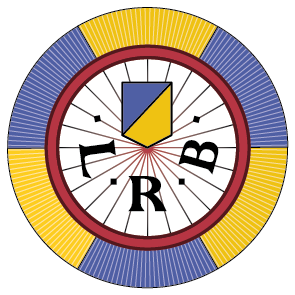
Logo des Lausitzer Radfahrer-Bunds, 1906 bis 1933

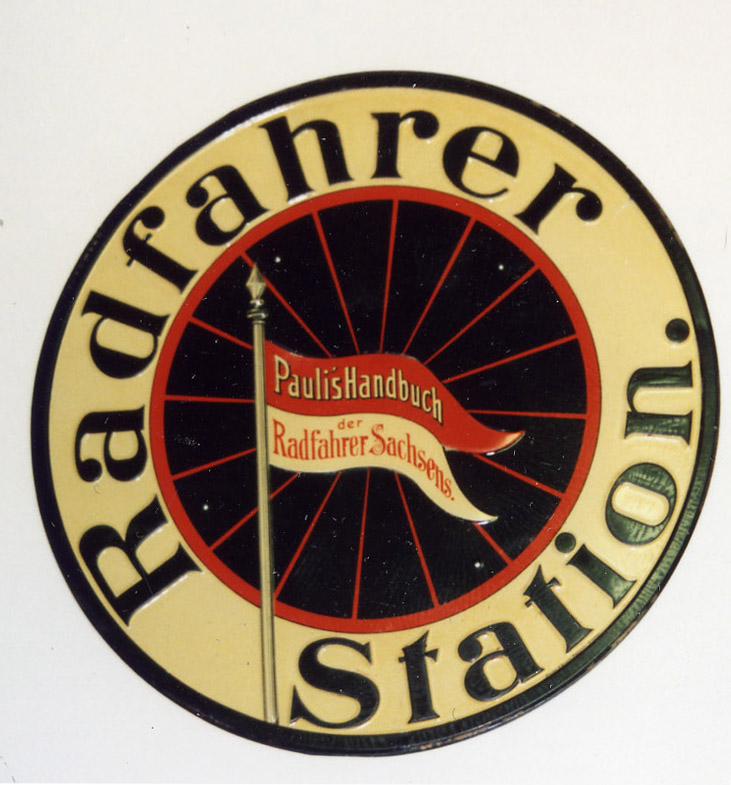
Werbeschild „Radfahrer Station. – Pauli’s Handbuch der Radfahrer Sachsens“

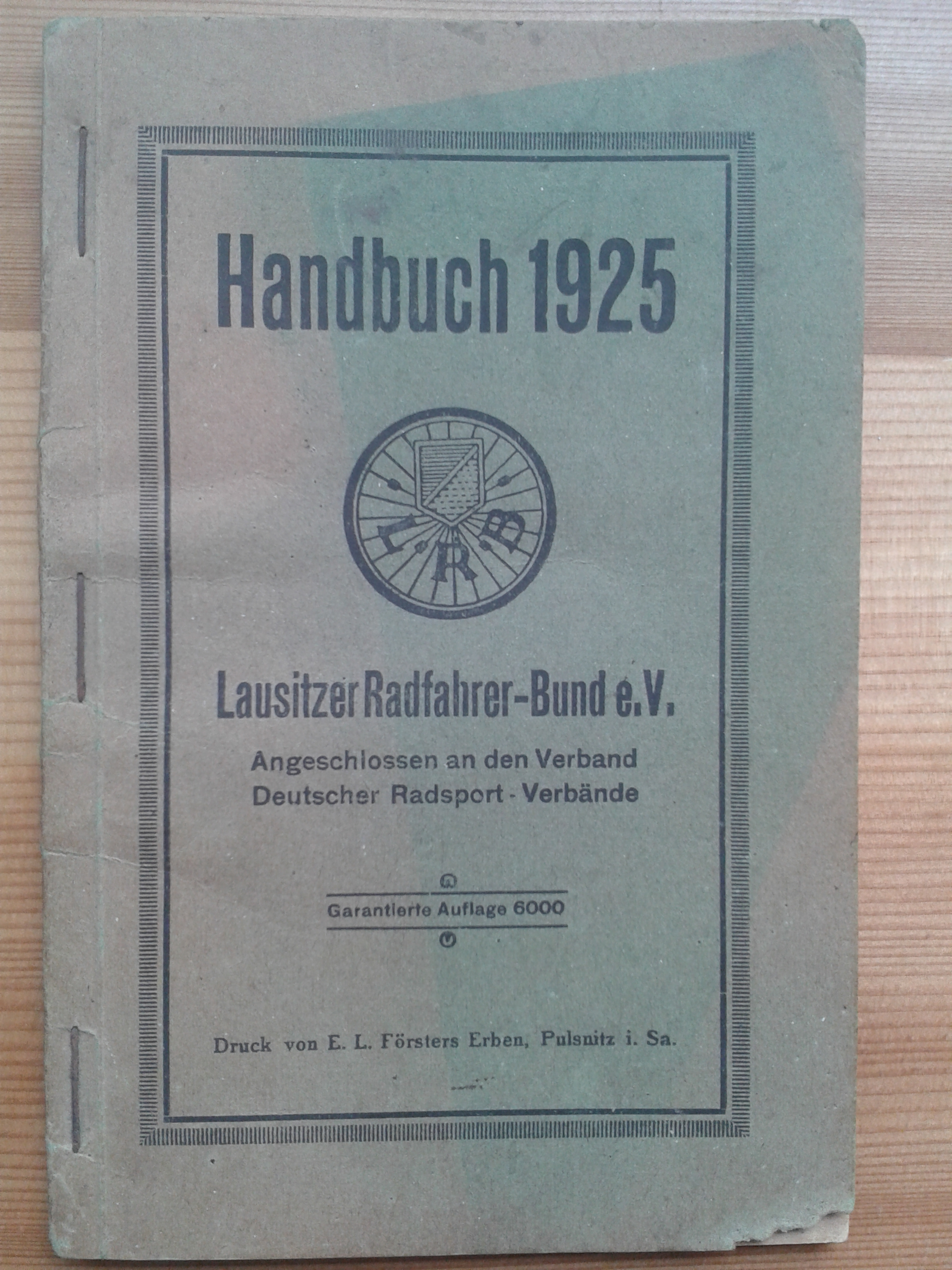
Handbuch 1925 – Lausitzer Radfahrer-Bund e. V., Bezirke, Bundesvereine und Bundeseinkehrstellen des LRB, S. 11–31

Der Lausitzer Radfahrer-Bund (LRB) wurde 1906 in Demitz-Thumitz von Georg Pauli und 28 Mitgliedern seines lokalen Radfahrervereins gegründet. Die Bundesgeschäftsstelle des LRB befand sich bis mindestens 1906 in Demitz-Thumitz und später in Pulsnitz. Mitglieder des LRB waren Einzelpersonen und Radfahrvereine der Oberlausitz.
Die Vorsitzenden des LRB waren Georg Pauli aus Demitz-Thumitz 1906–1920, Emil Thieme aus Pulsnitz 1920–1922, Max Lehmann aus Bautzen 1922–1923 sowie Max Keul aus Steinigtwolmsdorf ab 1924.
Zu den Leistungen des LRB für Mitglieder zählten Versicherungs- und Rechtsschutz, Grenzkarten, Hand- und Liederbücher, Prämierungen für das Tourenfahren sowie Kunst-, Reigen- und Rennfahrten, Wegekarten, Beratung, Vergünstigungen und die Bundeszeitung. Regelmäßig veranstaltet wurden Bundesfeste, Meisterschaften wie das Straßenfahren um die Meisterschaften der Lausitz, Pfingst-, Bundes- und Kreisausfahrten. Mit einer Liste bevorzugt empfohlener Bundeseinkehrstellen wurde für Gasthäuser, Restaurants und Hotels geworben, die dem LRB nahestanden und deren Inhaber vermutlich selbst LRB-Mitglieder waren – als Radfahrer oder, um als LRB-Bundesmitglied Radfahrer zur Einkehr zu animieren.
Ab 1931 nannte sich der LRB laut einem Mitgliedsausweis Lausitzer Rad- und Kraftfahrer-Bund e. V. Ab 2. Juli 1924 gehörte der LRB der Vereinigung Deutscher Radsport-Verbände an. Der VDRV wurde 1924 in Kassel gegründet und umfasste 1925 elf Verbände. Auch der Oberlausitzer Radfahrer-Bund mit Sitz in Zittau war – wie der LRB – Mitglied in der Vereinigung. Mitglieder des Lausitzer Radfahrer-Bund waren nicht automatisch Mitglieder der Allgemeinen Radfahrer-Union. Das Hauptkonsulat Lausitz kündigte in der Radler-Post auch eigene Ausfahrten für ARU-Mitglieder an. Nach der Neugründung der ARU als Deutsche Radfahrer-Union (DRU) sind in der Verbandszeitschrift Rad-Union ab 1920 keine Meldungen des LRB und Lausitzer Radsportvereine zu finden.
Der LRB wurde 1933 wie viele andere Vereine aufgelöst.
Nach Aussage Georg Paulis breitete sich der LRB nach 1906 „bald über die sächsische und preussische Lausitz aus“ mit „zuletzt über 6000 Mitgliedern und ca. 200 Vereinen“.

## Geschichte ab 1906
Die Orte der Bundes-Feste 1906 bis 1924 sind im Handbuch 1925 dokumentiert.

### Bundesfeste
- 1906 Demitz-Thumitz
- 1907 Niederneukirch
- 1908 Bischofswerda
- 1909 Demitz-Thumitz

## 1910er

### Bundesfeste
- 1910: Wilthen
- 1911: 5. Bundesfest in Pulsnitz[10]
- 1912: Steinigtwolmsdorf
- 1913: Bretnig
- 1914: Oppach[11]

### Mitgliedsvereine 1913–1915
Die im Folgenden genannten Vereine veröffentlichten 1913–15 Nachrichten in der Deutschen Radler Post oder wurden als Neuaufnahmen begrüßt:
- Radfahrer-Klub „Wettin“, Demitz-Thumitz
- Radfahrerverein „Rödertal“, Breitnig
- Radfahrer-Klub „Transvaal“ Bischofswerda
- Radfahrer-Klub „1897“ Lichtenberg
- Radfahrer-Klub „Germania“ Tröbigau
- Radfahrerverein Großerkmannsdorf
- Radfahrerverein „Vorwärts“ Ebersbach
- Radfahrerverein „Wanderlust“ Rothnaußlitz
- Radfahrer-Klub „Phönix“, Pulsnitz
- Radfahrer-Klub „Schwalbe“, Deutsch-Ossig
- Radfahrerverein „Schwalbe“ Oppach
- Radfahrer-Klub „Concordia“, Deutschbaselitz[12]
- Radfahrer-Klub „Jugendlust“ Wendisch-Ossig
- Radfahrer-Klub „Über Berg und Tal“ Ohorn
- Radfahrer-Klub „All Heil“ Leppersdorf
- Radfahrer-Klub „Gemütlichkeit“, Görlitz
- Radfahrerverein „Altstadt“, Görlitz
- Radfahrerverein „Einigkeit“ Hermsdorf O.-L.
- Radfahrerverein „Eintracht“, Bernbruch
- II. Kreis Wilthen
- Radfahrerverein Elstra
- Radfahrer-Klub „Latona“ Malschwitz[13]
- Radfahrerverein Großerkmannsdorf
- Radfahrer-Klub „Sturmvogel“, Oberneukirch
- Radfahrerverein „Wettin“ Brauna
- Radfahrerverein „Hohwald“ Steinigtwolmsdorf
- Radfahrverein Friedrichsgrün
- Radfahrerverein „Germania“ Thiemendorf (b. Leuben)
- Radfahrerverein „Wanderlust“ Cunewalde
- Radfahrerverein „Adler“ Altbernsdorf
- Radfahrer-Klub „Viktoria“ Niedersteina
- Radfahr-Verein Krießlingswalde-Rachenau
- Radfahr-Verein Pfaffendorf
- Radfahrerverein „Wettin“ Sohland
- Radfahrerverein „Viktoria“ Kuhna-Thielitz
- Radfahrerverein „Saxonica“ Großpostwitz
- Radfahrer-Klub Germania Tröbigau
- R.-V. Adler Gersdorf am. Queis

Darüber hinaus gab es in mehreren Orten Jugendabteilungen, teils mit eigenen Namen.

## 1920er
Der LRB hatte 1927 insgesamt 5532 Mitglieder in 173 Vereinen.

### Bundesfeste
- 1920: Rodewitz/Spree
- 1921: Demitz-Thumitz
- 1922: Görlitz
- 1923: Schönbach b. Löbau
- 1924: Wiesa b. Kamenz
- 1925:
- 1926: 16. Bundesfest in Ohorn, 17. bis 19. Juli[15][16]
- 3. Juni 1932: Bellmannsdorf[17]
- 9. Juli 1933: Wiednitz[18]

### Bezirke und Bundesvereine 1925
Die Namen der Ortsvertreter, deren Berufe, die Vereinslokale und, ob der Verein ein eigenes Banner hatte, sind detailliert im Handbuch 1925 des LRB aufgeführt.
- 1. Bezirk: Löbau (Sa.)
- 2. Bezirk: Sohland a. d. Spree
- 3. Bezirk: Bischofswerda
- 4. Bezirk: Bautzen
- 5. Bezirk: Kamenz
- 6. Bezirk: Pulsnitz
- 7. Bezirk: Görlitz
- 8. Bezirk: Lauban
- 9. Bezirk: Rothenburg O.-L.
- 10. Bezirk: Zittau

## 1930er
1932 fand das 22. Bundesfest des Lausitzer Radfahrer-Bundes in Bollmannsdorf statt. Am 9. Juli 1933 wurde in Wiednitz O/L ein weiteres Bundesfest durchgeführt. Der Radlerklub Wanderer für Bulleritz und Umgebung erhielt dort laut Vereinsgeschichte den III. Preis im „Schmuck und Blumencorso“.

## Meisterschaften des LRB
Meisterschaften wurden im Reigenfahren vereinsweise und individuell im Kunstfahren, im Langsamfahren, im Straßenwettfahren, im Tourenfahren und im Radballspiel ausgetragen.

### Straßenfahren um die Meisterschaft der Lausitz
- 2. Juli 1911: Meisterschaft des Lausitzer Radfahrer-Bundes im Strassenrennen 1911, Bischofswerda–Löbau–Bautzen–Görlitz (65 km, offen nur für Mitglieder)[23]
- 17. August 1913: Kamenz–Pulsnitz–Königsbrück–Schwepnitz–Hoyerswerda–Königswartha–Bautzen–Schirgiswalde–Oppach–Ebersbach
- 12. Juli 1914: Görlitz–Posottendorf–Leschwitz–Deutsch-Ossig–Euldorf–Herrnhut–Niederstrahwalde–Niederottenhain–Löbau–Nechen–Eiserode–Plotzen–Hochkirch–Steindörfel–Jenkwitz–Bautzen–Neu-Bloaschütz–Göda–Spittwitz–Rothnaußlitz–Demitz-Thumitz–Kynitzsch–Bischofswerda–Geißmannsdorf–Rammenau–Hauswalde–Bretnig–Ohorn–Pulsnitz–Weißbach–Bischheim–Gelenau–Kamenz

### Weitere Meisterschaften
- 1927/28/29: Bezirk 6, Pulsnitz (Termine, Disziplinen und Ort: unsichere Quellen[24][25])

Der Sächsische Radfahrer-Bund veranstaltete die Wettfahrten Rund um die Lausitz ab 1909, 1911–1914 sowie wieder ab 1920. Etwaige Zusammenarbeit von SRB und LRB geht aus den Ausschreibungen nicht hervor.

## Deutsche Radler-Post
Die Deutsche Radler-Post wurde ab 1911 als Bundeszeitung herausgegeben – anfangs als Amtliches Organ des Lausitzer Radfahrer-Bundes, des Rad- und Motorfahrerklubs "Sächsische Schweiz" und des Hauptkonsulats Sächsische Schweiz der Allgemeinen Radfahrer-Union, später mit dem Hauptkonsulat Lausitz der ARU als Fachzeitschrift für die Gesamtinteressen des Radfahrsports und der Fachindustrie. Die Zeitung gibt 1913 die Auflage mit 1600 Exemplaren an. Später erschien die 'Amtliche Zeitung' unter dem Namen Lausitzer Radler-Post in weiteren 23 Jahrgängen.

## Literatur

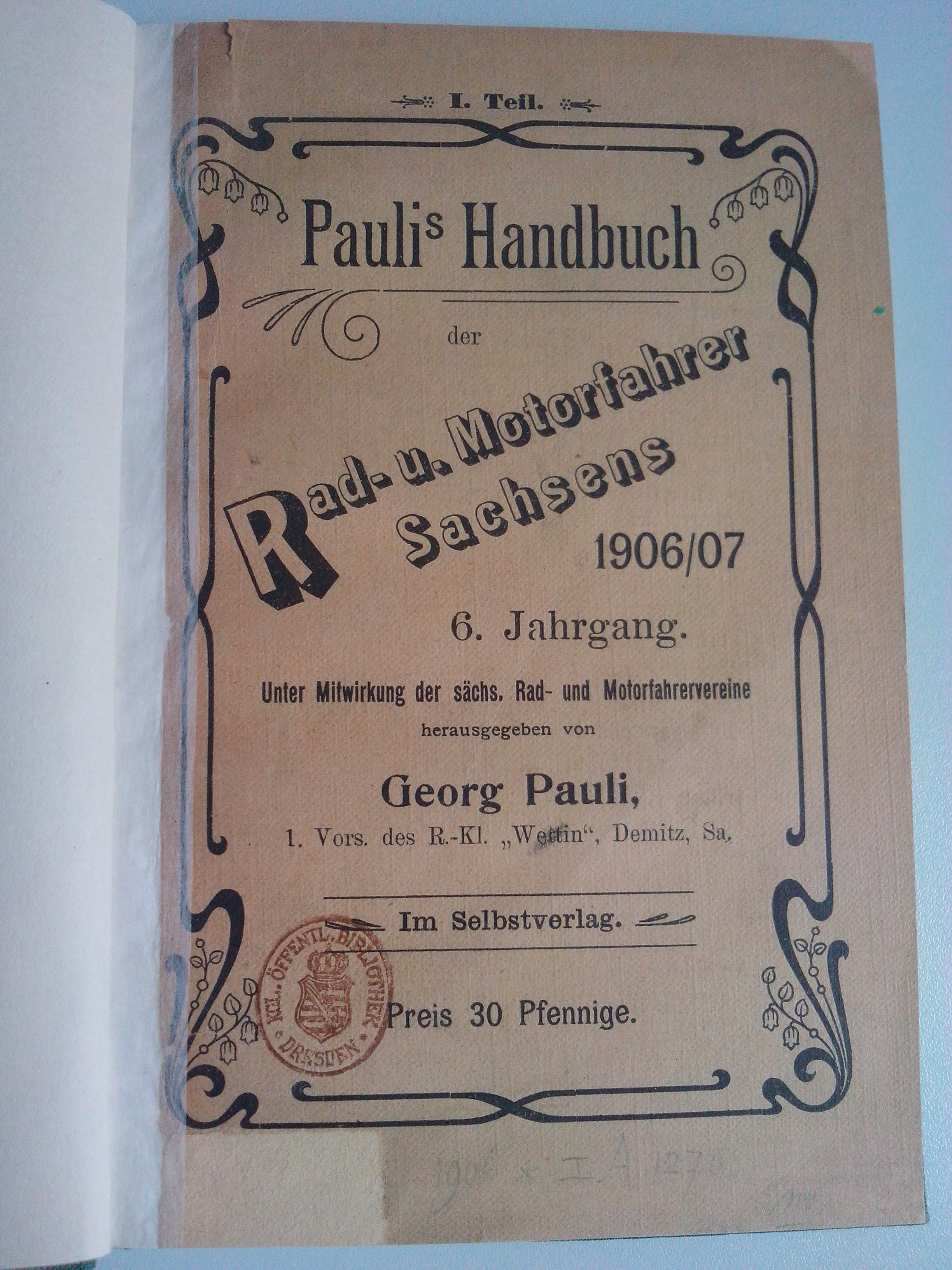
Paulis Handbuch der Rad- und Motorradfahrer Sachsens 1906, I. Teil